# 創興銀行

前廖創興銀行標誌

創興銀行於2006年12月23日至2014年12月底時的標誌

創興銀行有限公司（港交所除牌前：1111.HK），前稱廖創興銀行有限公司，是香港一間知名的小型銀行，1948年由廖寶珊創立，於2014年2月14日成為越秀集團成員。

## 歷史
1948年，富商廖寶珊開辦廖創興儲蓄銀莊，1955年正式註冊為廖創興銀行。1962年，建成位於中區的總行大廈。
1961年6月14日曾經發生擠提事件，三日後，即6月17日，由香港上海匯豐銀行及渣打銀行支持，擠提潮才告平息。由於英文翻譯的錯誤，誤把經匯豐及渣打兩大行的解決後，廖創興銀行的擠提情況已經「under control」（受到控制），譯成置於兩間銀行的股掌之下，由於這個原因，使廖創興銀行的創辦人兼董事長廖寶珊憂心忡忡，害怕銀行會遭兩大行吞併，導致同年7月廖寶珊因為受廖創興銀行擠提事件的打擊而腦溢血暴斃。
1988年，創興銀行在上海設立代表處，並於1993年於汕頭開設首家内地分行。
1994年，廖創興企業（港交所：00194）分拆廖創興銀行曾於香港聯合交易所（現香港交易及結算所）上市。
原廖創興銀行於2006年12月23日起易名為「創興銀行有限公司（Chong Hing Bank Limited）」。銀行方面解釋是希望淡化家族形象，使銀行企業形象趨向年輕化，以及方便進軍中國大陸市場。此外，位於中環德輔道中24號總行所在地—創興銀行中心重建完畢後亦於同年12月27日啟用。創興銀行中心亦是廖創興企業有限公司以及其最大股東廖氏集團有限公司的辦事處所在地。
現時，創興銀行現時在香港設有超過30家分行，還在中國廣東的广州、深圳、汕頭、上海及澳門設置分行。在廣州市天河區、佛山市南海區、佛山市禪城區、南沙及橫琴 設有支行，及於美國三藩市設代表處。
2013年10月25日，越秀企業和越秀金融以每股35.69港元（4.6美元、448日圓，以及2.84英鎊）或326,250,000股，收購創興銀行75%股權，總代價為116.44億港元（15億美元、1463億日圓，以及9.29億英鎊），完成後每股可獲得4.5195港元（0.58美元、56日圓，以及0.36英鎊）的現金中期特別股息，同時保留上市地位。在此之前，廖創興企業有限公司的子公司廖創興置業有限公司為創興銀行最大的股東，持有該行50.2%股權，其他股東包括三菱東京UFJ銀行（持有9.66%股權）以及中遠太平洋有限公司的子公司Bauhinia 97 Ltd.（持有20%股權）。
在2014年2月5日，該公司和越秀企業在股東大會，接受收購事項所有上行使的表決權約97.51%（424,169,961股創興銀行股份）。收購完成後，廖創興企業將持有創銀已發行股本約11.59%，
2014年12月29日，創興銀行宣佈全面使用併入越秀集團品牌印記的新標誌 ，代表該行自2014年2月14日成為越秀集團成員後，再邁進一個新里程。
於2015年，創興銀行在佛山、南沙設立分行。翌年，在廣州、深圳、橫琴設立分行。
2017年3月20日，香港人壽原本股東亞洲保險有限公司、創興銀行有限公司、華僑永亨銀行有限公司、上海商業銀行有限公司和永隆銀行有限公司以71億港元，出售予神祕買家首元國際有限公司（中國先鋒集團持有），其主席陳智文（陳有慶兒子，也是陳智思胞兄）及總經理張立輝表示，出售後維持正常運作。而高盛（亞洲）有限責任公司和野村國際（香港）有限公司作為上述5名股東聯席財務顧問。
2021年，大股東越秀集團宣佈私有化創興銀行計劃，私有化決議案在同年8月獲得通過。到了9月30日，創興銀行正式除牌，越秀金融控股有限公司為創興銀行的唯一股東。
2024年12月27日，亞洲金融集團公布，連同其他股東、華僑銀行（香港）、創興保險、上海商業銀行及招商永隆代理以總代價約17.68億元悉售香港人壽予越秀企業；交易將取決於慣常的成交條件，包括但不限於監管機構的批准。

## 圖片
- 位於中環德輔道中創興銀行中心的中環總部，重建後於2006年落成，由巴馬丹拿設計
- 創興銀行自動櫃員機
- 廖創興銀行位於香港尖沙咀的分行
- 創興銀行位於沙田瀝源邨的分行
- 創興銀行位於長沙灣青山道的分行
- 創興銀行深圳南山支行

## 外部連結
- 創興銀行官方網站 （页面存档备份，存于）
- 廖創興企業有限公司 （页面存档备份，存于）
- 創興證券有限公司 （页面存档备份，存于）
- 創興商品期貨有限公司 （页面存档备份，存于）